# 릴즈코퍼레이션
(주)릴즈코퍼레이션 (영어: REELS Corporation Inc.)는 2020년에 설립한 대한민국의 마케팅 에이전시이다. 본사는 서울특별시 강남구 언주로98길 17, 2층에 있다. 디자인 R&D 센터는 서울 강남구 테헤란로 302 12층, 13층에 위차 하고 있다.
2020년 7월에 설립된 회사임에도 불구하고, 현재 울림엔터테인먼트, WM엔터테인먼트, 큐브엔터테인먼트를 포함하여 10개가 넘는 중,대형 엔터테인먼트를 매니지먼트 하고 있다. 빌보드 차트 1위 그룹을 배출했다고 나와있는데, 방탄소년단을 매니지먼트 하는 것처럼 보이지는 않고, HOT100이 아닌 다른 차트에 1위를 한듯 하다. FOX, CBS, MTV 등과 함께 일하고 있다.
해외 분석에 관해서는 대형 기획사들의 프로젝트를 많이 맡고 있는데, SM 엔터테인먼트에서 데뷔한 에스파의 공식기사에 릴즈코퍼레이션이 언급되는점, 하이브 (빅히트) 엔터테인먼트의 공식 기사에도 출처로 자주 등장한다.

더불어 엄청나게 많은 해외 차트인 랭크 기사를 찾아볼 수 있다.
- 엔하이픈
- 청하
- GOT7
- 에스파
- 방탄소년단
- CL
- 싹쓰리
- 몬스타엑스
- 마마무
- 환불원정대
- 이달의 소녀
- 트와이스
- 투모로우바이투게더
- (여자)아이들
- 트레저